# 冯唐
冯唐（？—？），代郡（今张家口蔚县）人，西汉政治人物。

## 生平
其祖父为战国赵国中丘人，其以孝行著称于时，为中郎署长侍奉汉文帝。
《史记》中记载，一次汉文帝乘车遇到冯唐，谈到赵将李齐於鉅鹿之戰之賢能。馮唐回答，李齊尚不如廉頗、李牧之為將，因為祖父為官時熟悉李牧，父親為代相時熟知李齊。文帝感慨自己不得廉頗、李牧為將領去抵御匈奴。冯唐直言道，即使汉文帝有如此將領，也不会任用。汉文帝怒，但沒有當面發怒，只是起身回宫。汉文帝氣消之後，召见冯唐并指责為何当众羞辱自己，冯唐道歉说：“鄙人不懂得忌讳回避。”當時，匈奴大举进犯、并杀死都尉孙昂。汉文帝向冯唐请教当初言语的原因，冯唐回答道，将在外君命有所不从，如果要支持边防将领，必须赏罚恰当。并主张应当宽恕当时因为瞒报杀敌人数而被治罪的魏尚，支持其防事。文帝赞同冯唐劝谏，并派遣其去赦免魏尚，使其复职云中郡郡守，冯唐也被任命车骑都尉，辅佐战事。
汉景帝即位后，冯唐被任命为楚相，但很快被罢免。汉景帝去世后，汉武帝即位。当时匈奴犯边，帝广征贤良，虽然冯唐再次被举荐，可是已经九十多岁了，只能任命其子冯遂为郎。

## 文学
因为冯唐出仕甚晚，且因汉武帝求贤时已经年过古稀，心有余而力不足。后世学者文人通常用冯唐来形容“老来难以得志”。

嗟乎！時運不齊，命途多舛。馮唐易老，李廣難封。屈賈誼於長沙，非無聖主；竄梁鴻於海曲，豈乏明時？所賴君子見機，達人知命。老當益壯，寧移白首之心；窮且益堅，不墜青雲之志。酌貪泉而覺爽，處涸轍以猶懽。北海雖賒，扶搖可接；東隅已逝，桑榆非晚。孟嘗高潔，空餘報國之情；阮籍猖狂，豈効窮途之哭？ ——王勃《滕王阁序》

鬱郁澗底松，離離山上苗。
以彼徑寸莖，蔭此百尺條。
世胄躡高位，英俊沉下僚。
地勢使之然，由來非一朝。
金張藉舊業，七葉珥漢貂。
馮公豈不偉，白首不見招。 ——左思《詠史 其一》

## 延伸阅读
[在维基数据编辑]
 《史記/卷102》，出自司馬遷《史記》
 《漢書·卷050》，出自班固《漢書》